# Llista de ciclistes dels Països Catalans
La present llista recull els ciclistes nascuts o residents als Països Catalans que participen en competicions professionals o d'elit.